# نبردناو ویتوریو امانوئله
نبردناو ویتوریو امانوئله (به ایتالیایی: Vittorio Emanuele) یک کشتی بود که طول آن ۱۴۴٫۶ متر (۴۷۴ فوت) بود. این کشتی در سال ۱۹۰۴ ساخته شد.